# Koutou (Tokyo)
Kōtō-bydistriktet (江東区 Kōtō-ku, "Øst for floden") er et bydistrikt i Tokyo i Japan.
Det er et af de 23 specielle bydistrikter, der tilsammen udgør Tokyos historiske bykerne. Distriktet ligger i den østlige del af Tokyo og har 523.419 (2021) indbyggere. På engelsk kalder distriktet sig selv for Kōtō City.
Kōtō er lokaliseret øst for Tokyos metropolcentrum, Sumida-floden danner grænse mod vest og Arakawa-floden danner grænse mod øst. De væsentligste distrikter omfatter Kameido, Kiba, Kiyosumi, Monzen-nakachō, Shirakawa og Toyosu. Den nyudviklede havnefront er både en del af Ariake i Kōtō og en del af Odaiba.

## Geografi
Kōtō har en beliggenhed ved havnefronten til Tokyo Bugt midt mellem bydistrikterne Chūō og Edogawa. Mod nord grænses op mod Sumida. Meget af jorden i bydistriktet er inddæmmet, så der er få gamle templer og helligdomme.
Notable steder i Kōtō inkluderer:
- I det tidligere Fukagawa-bydistrikt: Kiba, Fukagawa, Edagawa
- I det tidligere Jōtō-bydistrikt: Kameido, Ōjima, Sunamachi
- På nyligt inddæmmet jord: Ariake, Yumenoshima, Tokyo Rinkai Fukutoshin

## Historie
Den vestlige del af bydistriktet var tidligere en del af Fukagawa-bydistriktet i Tokyo By. Det var udsat for omfattende ødelæggelse i Det store Kantō-jordskælv i 1923 og det var udsat for omfattende bombardementer under 2. verdenskrig.
Kōtō-bydistriktet blev etableret 15. marts 1947 ved en sammenlægning af bydistrikterne Fukagawa og Jōtō.

## Økonomi
- Daimaru Matsuzakaya Department Stores har hovedsæder i bydistriktet.[2]
- Ibex Airlines har hovedsæde i bydistriktet.[3]
- Sony driver Ariake Business Center i Kōtō.[4]
- WOWOWs tv-transmissioncenter ligger i Kōtō.[5][6]
- Seta Corporation havde hovedsæde i Kōtō.[7]

## Notable steder
- AgeHa natklub
- Kameido Tenjin Shrine
- Tomioka Hachiman Shrine
- Fukagawa Edo Museum
- Fukagawa Fudo-son
- Kiyosumi Garden
- Museum of Contemporary Art Tokyo i Kiba Park
- Tokyo Big Sight (Tokyo International Exhibition Center)
- Ariake Coliseum, lokalitet for Japan Open Tennis Championships, All Japan Tennis Championships
- Ariake Tennis Forest Park, som har Ariake Coliseum og 48 tennisbaner
- Suzaki Baseball Field, lokalitet for Japanese Baseball Leagues kampe i 1930'erne
- Kiba Metropolitan Park
- Yumenoshima Tropical Greenhouse Dome
- Shin-Kiba 1st Ring
- Tokyo Gate Bridge
- Tokyo Heliport, i Shin-Kiba

## Uddannelse

### Erhvervsuddannelser og universiteter
- Ariake Junior College of Education and the Arts (Ariake Kyōiku Geijutsu Tanki Dbigaku)
- Tokyo University of Marine Science and Technology (Tokyo Kaiyo Daigaku er en del af det nationale universitessystem)